# ISO 3166-2:MM
ISO 3166-2:MM é a entrada no ISO 3166-2, parte do padrão ISO 3166 publicado pela Organização Internacional para Padronização (ISO), que define códigos para os nomes das principais subdivisões de Myanmar (cujo código ISO 3166-1 alfa-2  é MM).
Atualmente, para Myanmar, os códigos ISO 3166-2 são definidos para 7 regiões, 7 estados e 1 território de união.
Cada código consiste em duas partes, separadas por um hífen. A primeira parte é MM, o código ISO 3166-1 alpha-2 de Myanmar. A segunda parte é de dois dígitos:
01-07: regiões
11–17: estados
18: território da união

## Códigos atuais
Códigos ISO 3166 e nomes de subdivisões estão listados como o padrão oficial publicado pela Agência de Manutenção (ISO 3166/MA). Clique no botão no cabeçalho para ordenar, cada coluna.
| Código | Nome da Subdivisão | Categoria da Subdivisão |
| ------ | ------------------ | ----------------------- |
| MM-07  | Ayeyarwady         | região                  |
| MM-02  | Bago               | região                  |
| MM-03  | Magway             | região                  |
| MM-04  | Mandalay           | região                  |
| MM-01  | Sagaing            | região                  |
| MM-05  | Tanintharyi        | região                  |
| MM-06  | Yangon             | região                  |
| MM-14  | Chin               | estado                  |
| MM-11  | Kachin             | estado                  |
| MM-12  | Kayah              | estado                  |
| MM-13  | Kayin              | estado                  |
| MM-15  | Mon                | estado                  |
| MM-16  | Rakhine            | estado                  |
| MM-17  | Shan               | estado                  |
| MM-18  | Nay Pyi Taw        | território da União     |

## Mudanças
As seguintes alterações na entrada foram anunciadas em boletins pela ISO 3166 / MA desde a primeira publicação da ISO 3166-2 em 1998:
| Boletim de Notícias      | Data de emissão                   | Descrição da mudança no boletim informativo                                                                  |
| ------------------------ | --------------------------------- | --- |
| Boletim de Notícias II-3 | 13-12-2011 (corrigido 15-12-2011) | Adição de termos administrativos genéricos locais, atualização da lista de fontes e adição de um comentário. |